# Samo Tomášik
Samo Tomášik (8 de febrer de 1813 - 10 de setembre de 1887) fou un poeta romàntic eslovac. És conegut pel seu poema Hej, Slováci, un poema escrit el 1814 i que esdevingué l'himne nacional eslovac entre el 1939 i el 1945. Aquest poema, musicat per ell mateix inspirat per l'himne polonès, és considerat com un himne del paneslavisme i serví com a himne del Sokol.